# 君士坦丁十世
君士坦丁十世·杜卡斯（羅馬化：Kōnstantinos X Doukas；1006年—1067年），拜占庭帝国皇帝（1059年—1067年在位），出身于小亚细亚著名贵族杜卡斯家族，1059年，在教会和官僚贵族的帮助成功逼迫伊萨克一世退位，登上帝位。在位期间，取消了前任伊萨克一世限制官僚贵族的措施，并对教会慷慨馈赠。由于裁军和忽视边防事务，在位期间拜占庭的屡遭强敌进攻：塞尔柱突厥人进入小亚细亚东部省份，其苏丹阿尔普·阿尔斯兰占领了亚美尼亚（1064－1065年），并袭击了凯撒利亚；1064年，匈牙利占领贝尔格莱德；佩切涅格人和库曼人越过多瑙河蹂躏巴尔干诸省；诺曼人则夺取了拜占庭在意大利的领地。1067年5月22日，君士坦丁十世因患感冒逝世，死前迫使他的妻子尤多基亚发誓终身不改嫁，保证其子登基。